# Jamie Sives
Jamie Sives, född 14 augusti 1973 i Lochend, Edinburgh, är en brittisk skådespelare.
Sives har bland annat medverkat i TV-serierna Vår lilla hemlighet, Crime och Annika: mord till havs.

## Filmografi (i urval)
- 2009 – Valhalla Rising
- 2010 – Clash of the Titans
- 2019 – Chernobyl (miniserie) (TV-serie)
- 2019–2023 – Vår lilla hemlighet (TV-serie)
- 2021 – Crime (TV-serie)
- 2021 – Annika: mord till havs (TV-serie)
- 2025 – Department Q (TV-serie)